# Year of the Cat (chanson)
Year of the Cat est une chanson de l'auteur-compositeur interprète écossais Al Stewart, sortie en single en juillet 1976 au Royaume-Uni (octobre 1976 aux États-Unis). Le titre apparaît dans l'album homonyme de 1976. Il a été enregistré en janvier de la même année aux Abbey Road Studios de Londres par le producteur Alan Parsons. La chanson atteint la 8e place au Billboard Hot 100 en mars de l'année suivante. Bien que Time Passages (en) soit le single le mieux classé d'Al Stewart, Year of the Cat reste son morceau le plus célèbre et celui ayant propulsé sa carrière internationale, et est encore fréquemment joué sur les radios rock du monde entier.

## Composition
Co-écrit avec Peter Wood, Year of the Cat est une chanson écrite à la deuxième personne. Le protagoniste est un touriste visitant un marché exotique lorsqu'une mystérieuse femme vêtue de soie l'entraîne dans une aventure romantique. Le lendemain, marchant avec l'inconnue, il réalise que son bus de touriste est parti sans lui, et décide donc de rester pour le moment.
Selon le Financial Times, la petite amie de Stewart avait laissé un livre d'astrologie vietnamienne ouvert à la page de l'année du chat. Les mots correspondaient alors aux notes de la chanson et contenaient également le mot of . En effet Stewart était obsédé par les chansons de Bob Dylan contenant le mot of comme Masters of War, Chimes of Freedom ou encore Simple Twist of Fate, pensent que ce mot était porteur d'un présage.
Alors qu'il regarde Casablanca à la télévision, un couplet d'ouverture lui vient à l'esprit : « In a morning from a Bogart movie, in a country where they turn back time / You go strolling through the crowd like Peter Lorre contemplating a crime... »
Dans l'Horoscope vietnamien, le Chat (en) est l'un des douze signes astrologiques. À l'époque de la sortie de la chanson, l'année du Chat la plus proche était celle allant du 11 février 1975 au 30 janvier 1976 : la chanson fut donc composée pendant l'année vietnamienne du Chat. De plus, l'année du Chat (correspondant au lapin dans l'horoscope chinois) se veut une année de calme, pouvant faire écho au rythme posé de la musique.
La chanson commence comme Foot of the Stage, une chanson écrite par Stewart en 1966 après avoir vu une performance du comédien Tony Hancock (se suicidant par la suite) dont le discours sur « être un perdant total » qui pourrait aussi bien « en finir tout de suite » a fait rire le public. Stewart en conclut que Hancock traversait une phase de désespoir profond et cela le conduisit à écrire Foot of the Stage. C'est sur la mélodie de cette chanson jamais enregistrée que Stewart a mis les paroles de Year of the Cat en 1975.
De plus, le pianiste Peter Wood est considéré comme co-auteur de cette chanson, Stewart expliqua l'implication de Wood dans la création de Year of the Cat lors d'un concert à Edmonds (Washington) en novembre 2017. Il y rappelle qu'il faisait la première partie de Linda Ronstadt lors d'une tournée aux États-Unis en 1975 et que la foule (lui inclus) fut ravie lorsque le pianiste (vraisemblablement Wood) utilisa une progression d'accords aux sonorités accrocheuse lors des vérifications pré concert. Stewart demanda alors à Wood s'il pouvait ajouter des paroles à cette mélodie, mais le pianiste refusa. Toutefois, Stewart passa outre l'autorisation et incorpora quand même les notes dans Year of the Cat.

## Enregistrement
Le morceau est connu pour ses longues sections instrumentales qui représentent plus de quatre minutes de la version album de 6 min 40 s , y compris une longue série mélodique de solos de violoncelle, violon, piano, guitare acoustique, guitare électrique, synthétiseur et saxophone. Tim Renwick joue à la fois le lead acoustique et le lead électrique et George Ford est le bassiste. Parsons a demandé à Phil Kenzie de jouer la partie saxophone alto de la chanson et, ce faisant, a transformé l'aspect folk du titre en une ballade influencée par le jazz, responsable du succès d'Al Stewart dans les classements mondiaux.
Selon Stewart, dans un épisode de In the Studio with Redbeard (qui consacra un épisode à la réalisation de l'album Year of the Cat ), Phil Kenzie était en train de regarder un film et ne voulait pas se déranger pour aller enregistrer sa part ; mais pour rendre service à Alan Parsons, il se rendit à Abbey Road, et enregistra ses solos de saxophone en seulement une ou deux prises, puis quitta le studio pour rentrer chez lui et finir le film qu'il avait commencé. Stewart avoua également qu'il n'était dans un premier temps pas convaincu par la partie de Kenzie mais qu'il finit par apprécier ces mythiques solos de saxophone.
Des versions plus courtes de la piste peuvent être trouvées sur certains formats uniques européens de vinyles 7 pouces. Bien que les deux disques portent la même étiquette et le même numéro de catalogue (RCA PB 5007), le single français présente la piste de la face A à 4 min 30 s , tandis que le disque italien propose une version encore plus court de seulement 3 min 30 s dans laquelle la longue intro instrumentale est complètement absente.

## Structure
La chanson est principalement écrite en mi mineur/sol majeur, avec le solo de guitare électrique en ré majeur.
Parsons propose une intro au piano devenue mythique, puis les autres instruments rentrent dans le mix, au milieu de la chanson on découvre 4 solos : d'abord Violoncelle, guitare acoustique, guitare électrique et enfin saxophone.
Le titre tiré de l'album dure 6 min 40 s ; bien qu'aujourd'hui considérée comme une chanson plutôt longue pour la radio, ce n'était pas le cas dans les années 1970, ou il était même assez courant de voir des titres dépasser les 5 minutes (Eagles, Pink Floyd, Genesis, Elton...).

## Musiciens
- Al Stewart - voix, guitare, clavier
- Tim Renwick - guitare acoustique, guitare électrique
- Peter Wood - clavier
- Don Lobster - clavier
- George Ford - guitare basse
- Stuart Elliott - batterie, percussions
- Andrew Powell - arrangement des instruments à cordes
- Bobby Bruce - violon
- Marion Driscoll - triangle
- Phil Kenzie - saxophone

## Classements mondiaux
À la suite de l'entrée du single dans les charts américains, le morceau offre à Stewart un succès majeur en Australie (n° 13), Belgique/Région flamande (n° 7), Canada (n° 3), Italie (n° 5), Pays-Bas (n° 6) et Nouvelle-Zélande (n° 15). Au Royaume-Uni, où le single n'avait pas suscité beaucoup d'intérêt lors de sa sortie en juillet 1976, il connaît plus de succès l'année suivante, entrant dans le Top 40, étant toutefois plus proche du Top 30, se situant à la 31e place en janvier 1977.
Year of the Cat reste le seul single de Stewart qui atteint le top classement dans son Royaume-Uni natal.
| Classement (1976-1977)               | meilleure position |
| ------------------------------------ | ------------------ |
| France (CIDD)                        | 17                 |
| Australie (ARIA Charts)              | 13                 |
| Belgique (Ultratop 50 Flandres)      | 9                  |
| Belgique (Ultratop 50 Wallonie)      | 18                 |
| Canada (RPM)                         | 3                  |
| Pays-Bas (Single Top 100)            | 6                  |
| Nouvelle-Zélande (Recorded Music NZ) | 15                 |
| UK Singles Chart                     | 31                 |
| États-Unis Billboard Hot 100         | 8                  |
| États-Unis Cash Box                  | 4                  |
| États-Unis Adult Contemporary        | 8                  |

| Classement 1977              | Rang |
| ---------------------------- | ---- |
| Australie (ARIA Charts)      | 82   |
| Canada                       | 42   |
| États-Unis Billboard Hot 100 | 92   |

## Reprises
Hector a enregistré la chanson avec ses propres parolee en finlandais sous le nom de "Kissojen Yö" sur son album de 1978 Kadonneet Lapset.
Le rendu espagnol " El año del gato " a été enregistré par Érica García pour la sortie de son album El cerebro en 2001 .
Une version de FR David est apparue sur l'album de 1999 Words - '99 Version.
Le groupe expérimental Psapp a enregistré une version pour la compilation Take It Easy: 15 Soft Rock Anthems en 2006, version dans laquelle on peut entendre des chats.
La chanson a été samplée dans " In My Arms " de Purple Disco Machine, un single hors album sorti en 2020.

## Apparitions dans les médias
Une autre version de la chanson, également interprétée par Stewart, apparaît sur le premier volume du Cities 97 Sampler (en) .
La chanson apparaît dans la version cinématographique de Running with Scissors (2006) et dans le film Radiofreccia (en) (1998), le premier film de la rockstar italienne Luciano Ligabue.
En 2013, la chanson a été utilisée lors du générique de fin de l'épisode "The Dinner " de l'émission HBO Hello Ladies.
En 2008, la chanson a été utilisée lors du générique de l'émission Year of the Cat sur la chaine Freeform.
La chanson est fréquemment utilisée comme une musique de fond dans l'émission américaine de radio Coast to Coast AM.
La chanson apparaît également dans le film allemand Die Katze.